# Norite
La norite è una roccia intrusiva composta principalmente da plagioclasio calcico (labradorite), iperstene e olivina. La norite non è distinguibile dal gabbro se non attraverso uno studio con sezioni sottili al microscopio. La norite può essere ritrovata nelle intrusioni mafiche stratificate insieme ad altre rocce mafiche.